# Famille del Carretto
 (mai 2019).
Si vous disposez d'ouvrages ou d'articles de référence ou si vous connaissez des sites web de qualité traitant du thème abordé ici, merci de compléter l'article en donnant les références utiles à sa vérifiabilité et en les liant à la section « Notes et références ».
La famille del Carretto est une famille noble italienne.

## Histoire
Sa devise est "Ad meliora - celeritate et mora" et "Willigis".
Elle possédait des fiefs impériaux dans le Bas Piémont et la Ligurie. 
Selon G. Lenôtre, il est possible que la famille de Charette soit une branche française de cette famille, cependant que Gustave Chaix d'Est-Ange affirme qu'il n'y a pas de preuves de rattachement de la famille de Charette à la famille del Carretto.

## Personnalités
- Francesco Saverio del Carretto
- Ottone Enrico del Carretto
- Niccolò Cevoli del Carretto
- Carlo Domenico del Carretto
- Fabrizio del Carretto